# Reykjanes-félsziget

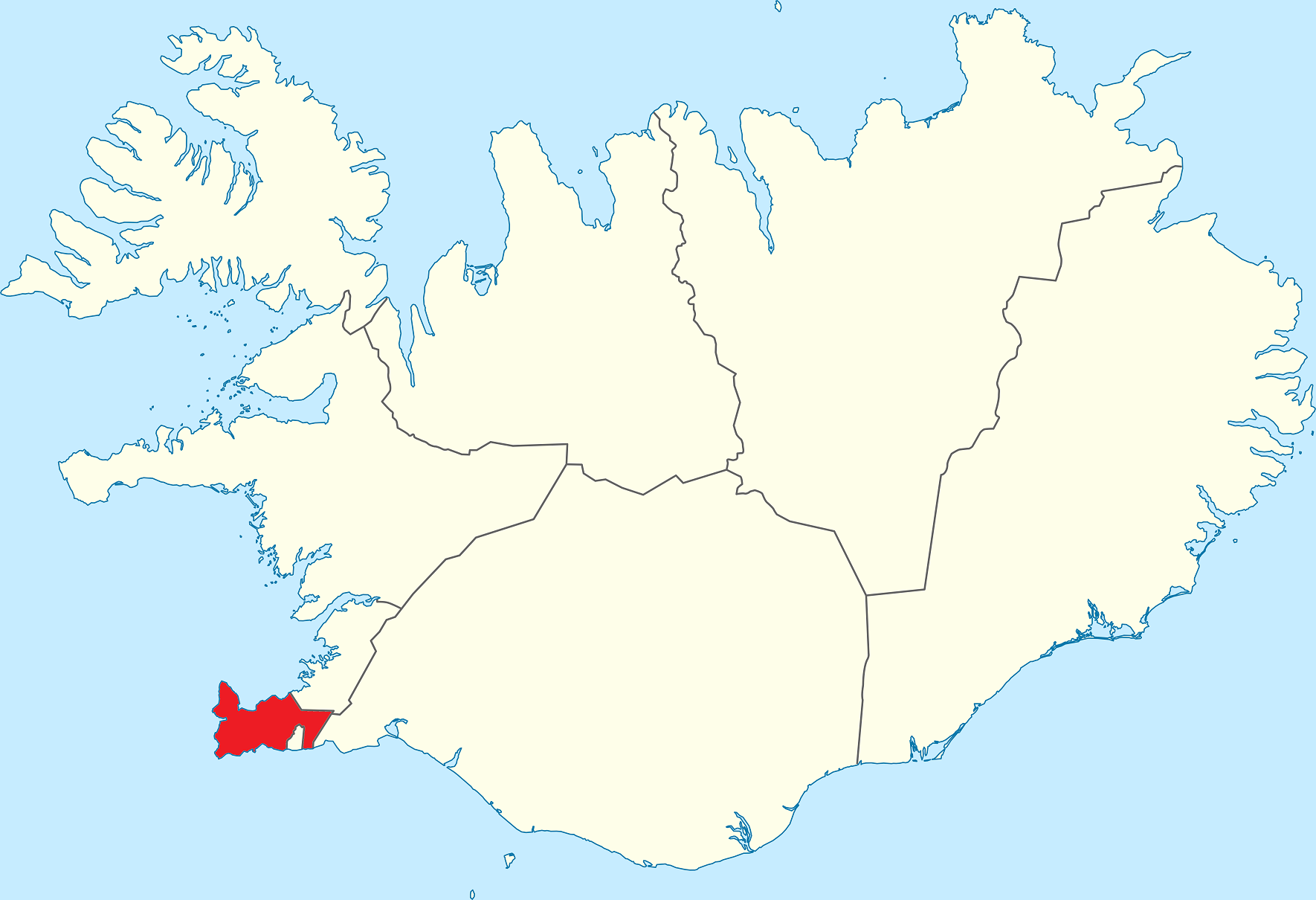
Helyzete a szigeten

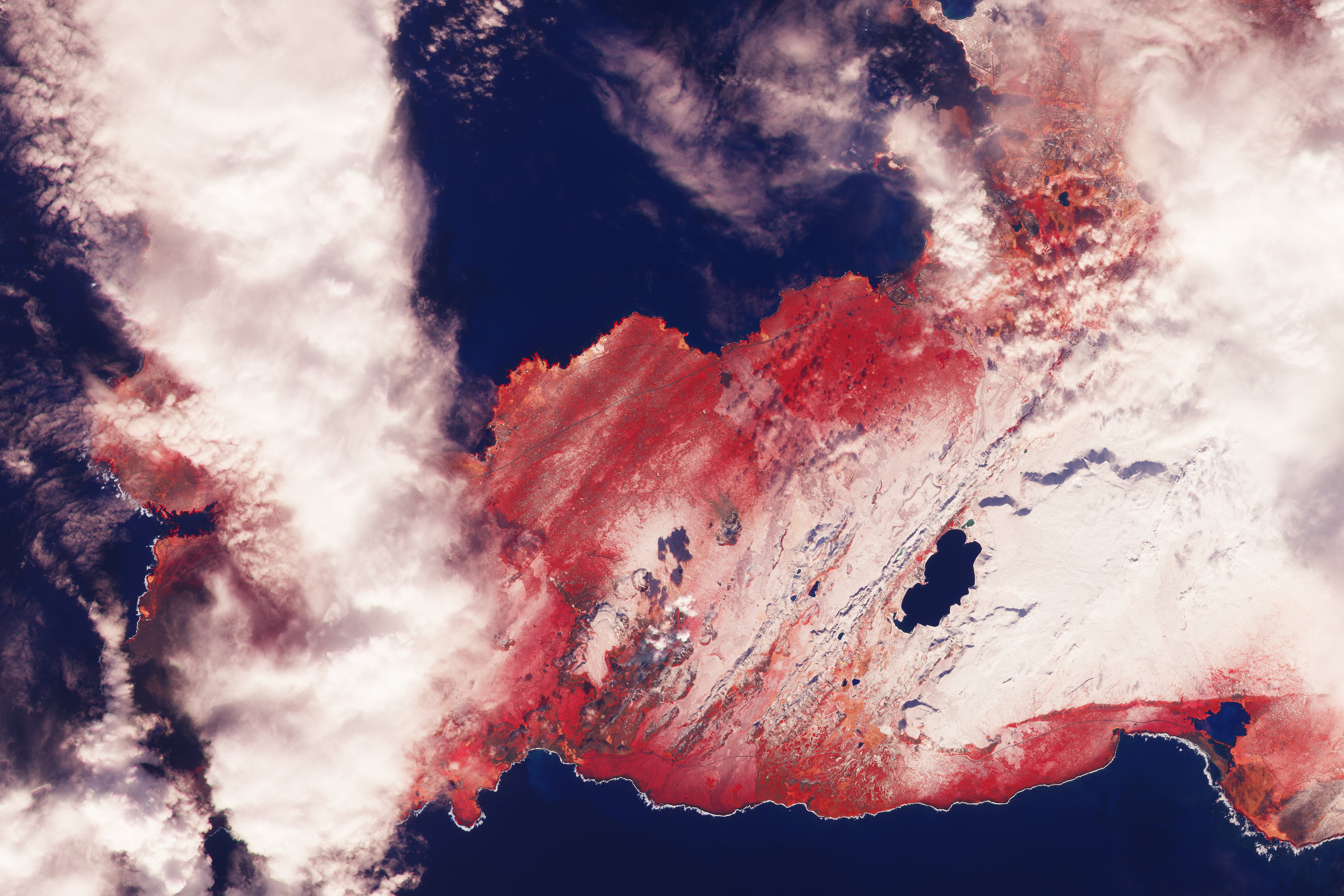
Madártávlatból

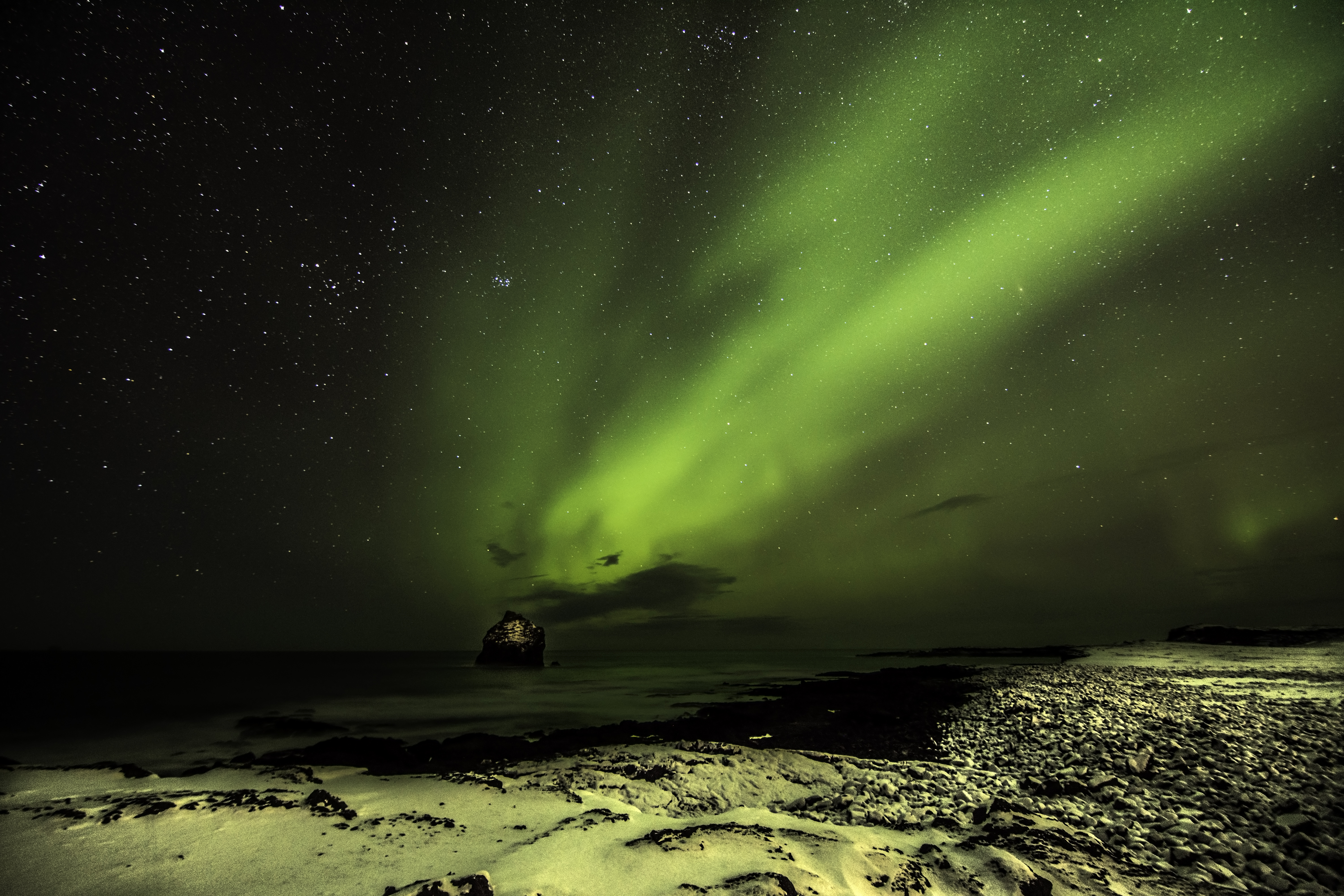
Északi fény a Reykjanes Geoparkban

A Reykjanes-félsziget (más néven Reykjanesskagi) Izland fővárosa, Reykjavík mellett található a sziget délnyugati részén. A vulkáni utóműködés számos hőforrást és kénforrást táplál a félsziget déli részén a Kleifarvatn tó környékén, a Krýsuvík geotermális területen. Itt működik a Svartsengi geotermális erőmű. Az erőműből származó meleg, sok ásványi anyagot tartalmazó víz hasznosítására épült uszodát a helyiek „kék lagúna” (izlandiul: Bláa Lónið) néven  emlegetik.
A félszigetet borító lávamező az elmúlt néhány ezer évben alakult ki.
A Grindavík melletti Alfagjá hasadékvölgy felett a „Szerencsés Leif” (más néven Miðlína) híd ível át. Itt válik szét egymástól az eurázsiai és az észak-amerikai kontinentális lemez. A hidat 2002-ben adták át, és Leif Eriksson izlandi felfedezőről nevezték el — ő 500 évvel Kolumbusz Kristóf előtt jutott el Európából  Amerikába. 
A félsziget partvidékén van néhány halászkikötő is, mint például Grindavík és Njarðvík. A félszigeten található Keflavík is, amely a Keflavík nemzetközi repülőtérnek ad otthont, illetve a Leifur Eriksson légikikötőnek.

## Lemeztektonika és vulkánosság
A félsziget egy, a Közép-Atlanti hátság két szegmensét összekötő transzform vető mentén fekszik. Az egyik szegmens a Reykjanes-hátság, a ami víz alatt fekszik, a másik tőle keletre Izland szigetén a történelmi okból is nevezetes Thingvellír területen folytatódik. Maga a vető több oldaleltolódásos (strike-slip) törésvonalból áll össze; az ilyenek jellemzően (mint esetünkben is) széthúzásos feszültségtérben alakulnak ki. A széthúzó erő nagyjából kelet–nyugat irányú; így távolodik egymástól az Észak-Amerikai és az Eurázsiai kőzetlemez. A bazaltos magma az elmozduló kőzettestek közötti gyengeségi zónákban nyomul fel. E törések mentén az aktív időszakokban repedések, hasadékok alakulnak ki.

## A 2023-as aktív szakasz
A Fagradalsfjall törészóna a 2023-as kitöréssorozat előtt hosszú ideig passzív volt; összességében pedig a félszigeten a vulkanizmus mintegy 800 év szünet után indult újra. Az aktív periódusok több évtizedig is eltarthatnak. A 2023-ban kezdődött aktív szakasz is jó eséllyel elhúzódik, kisebb-nagyobb megszakításokkal.

## Galéria

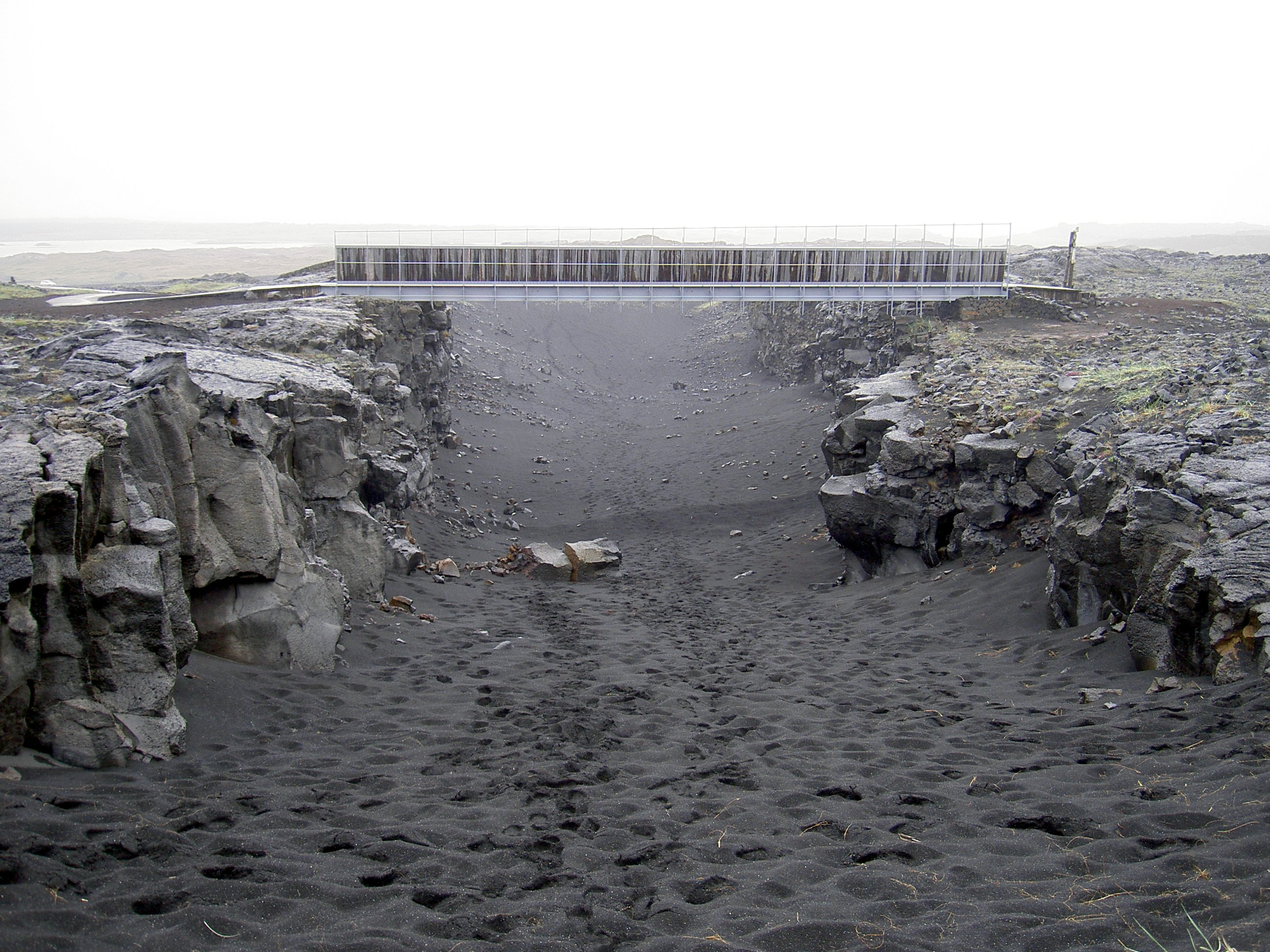
„Szerencsés Leif” híd
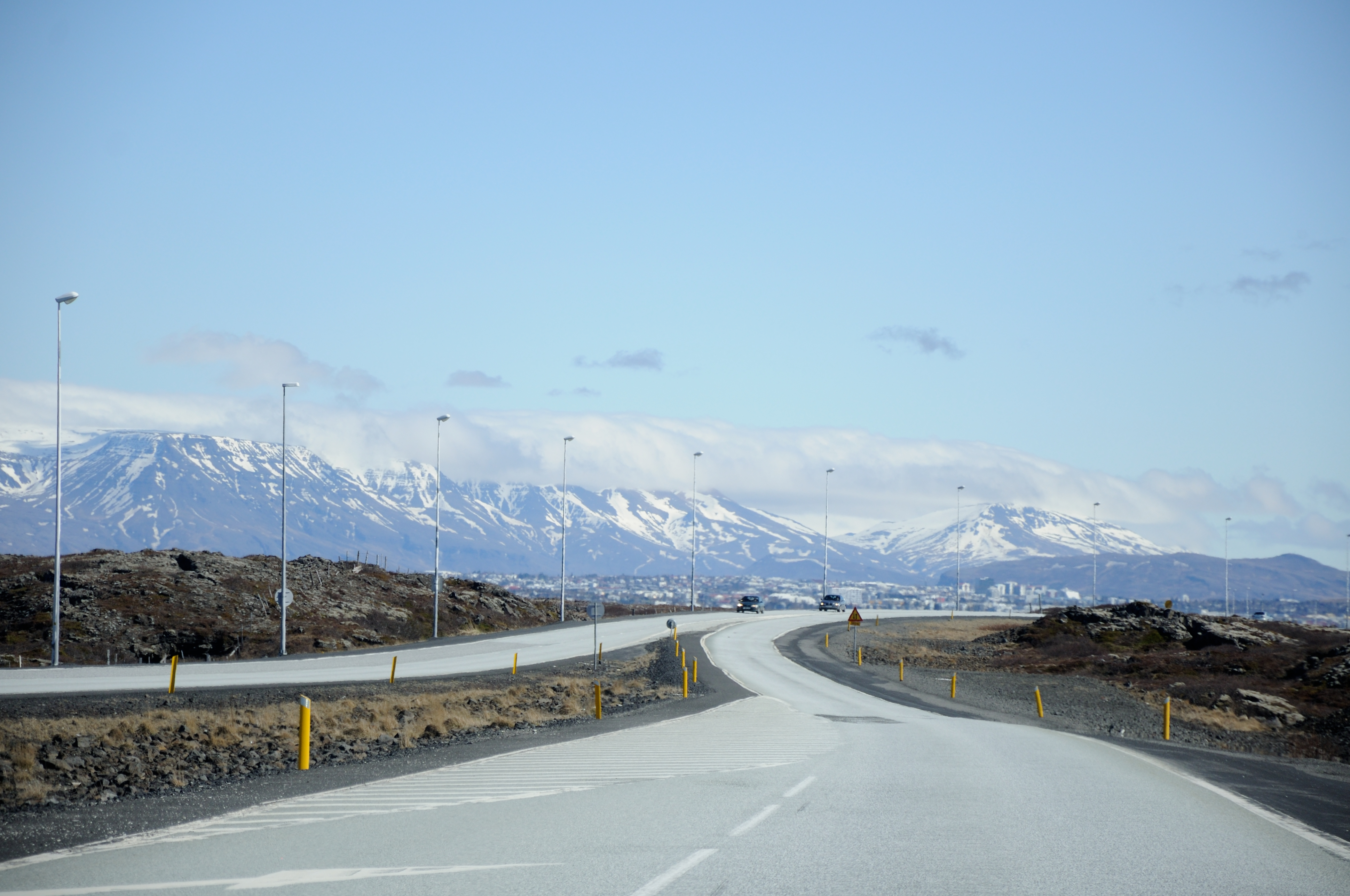
A 41-es út Hafnarfjörður és Álftanes közt
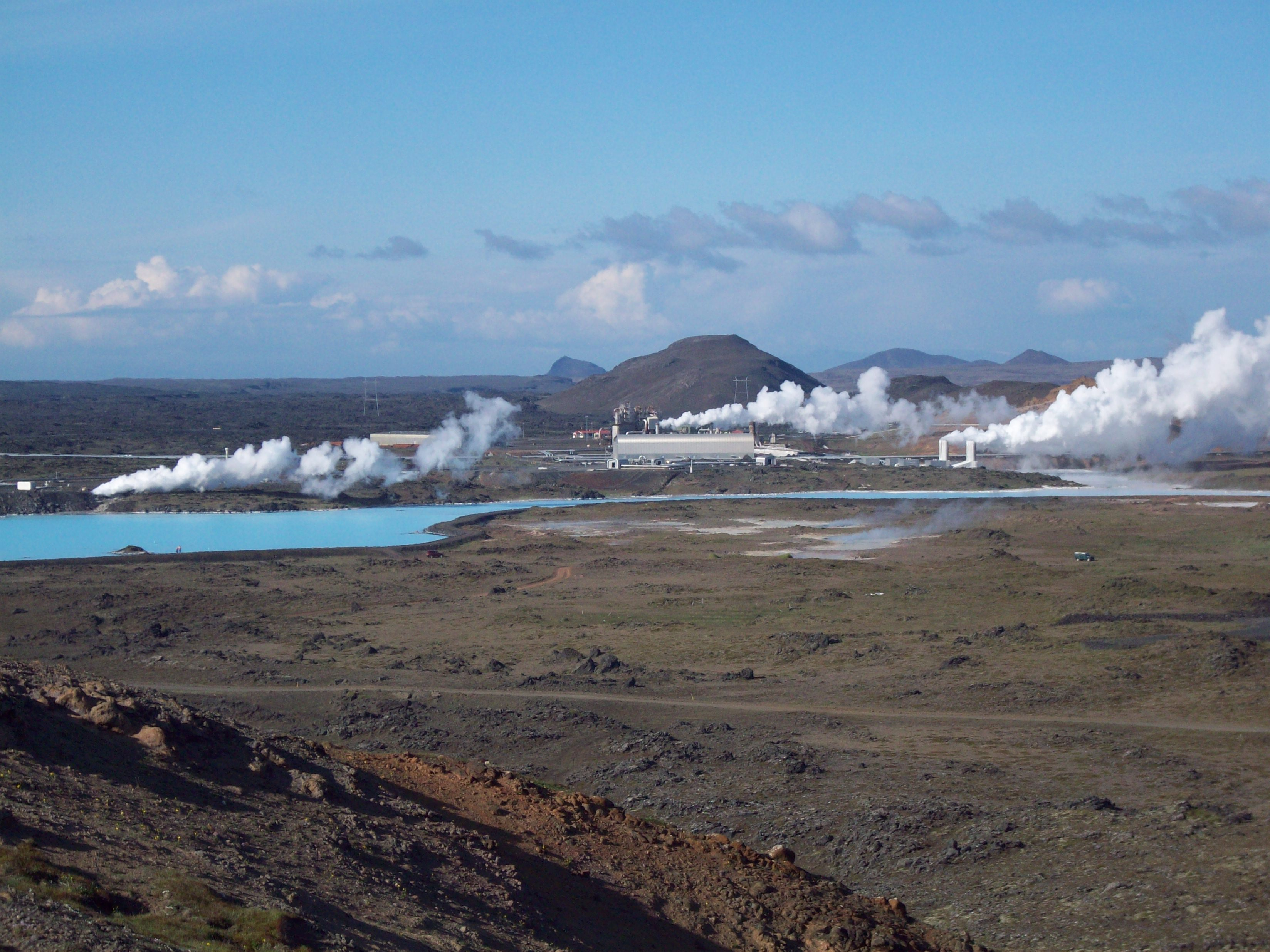
Reykjanesvirkjun Geotermális erőmű
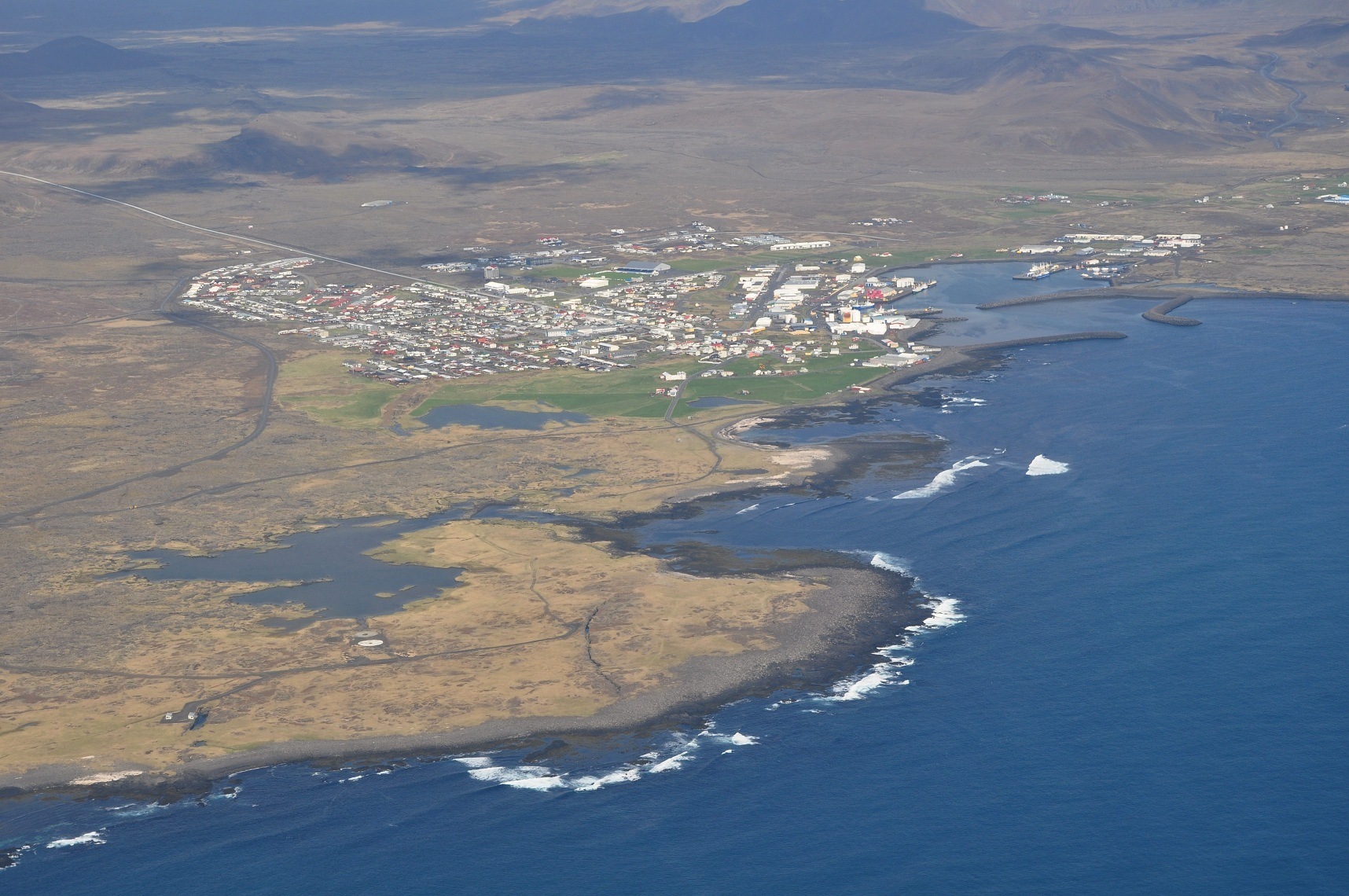
Grindavík

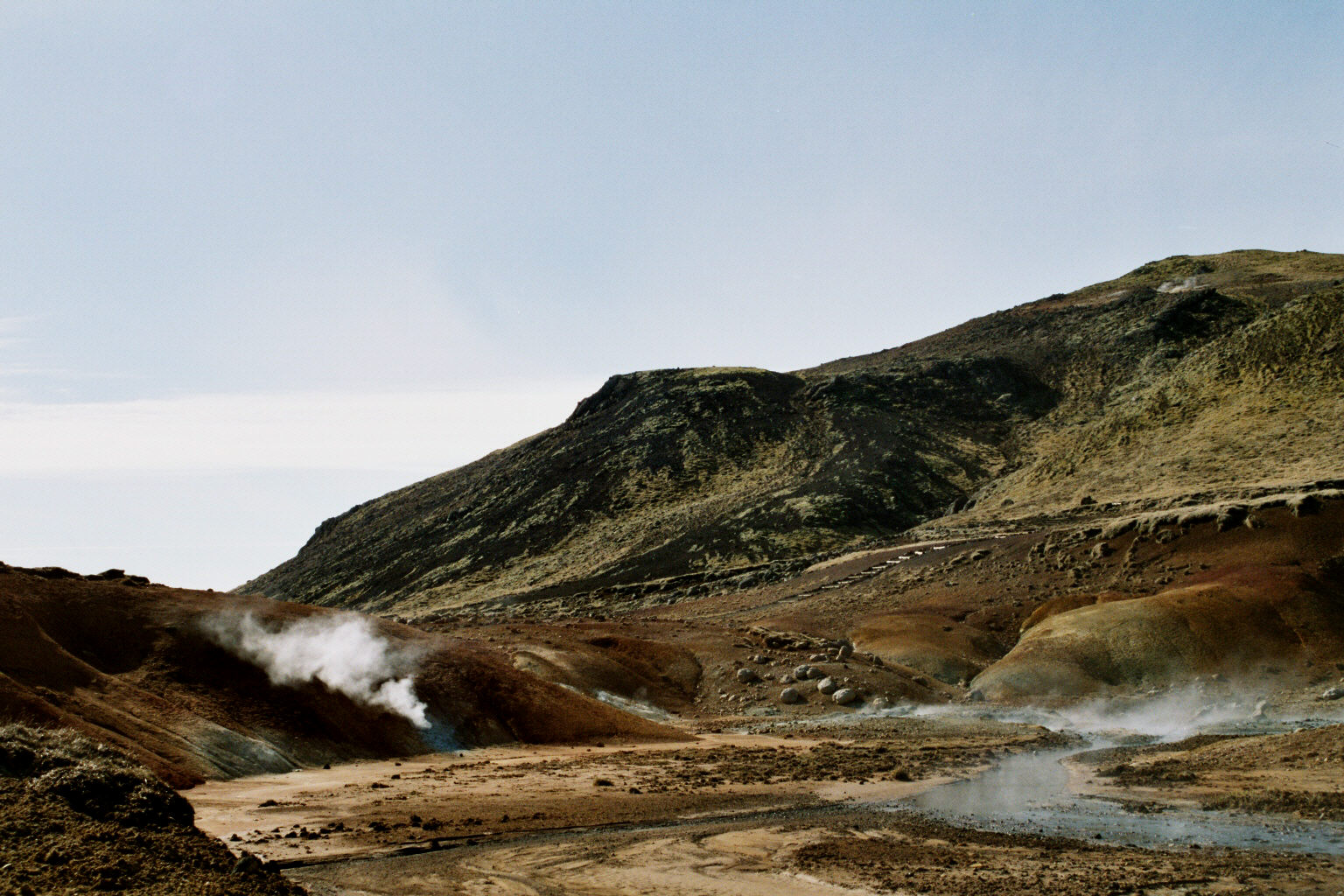
Krisuvik
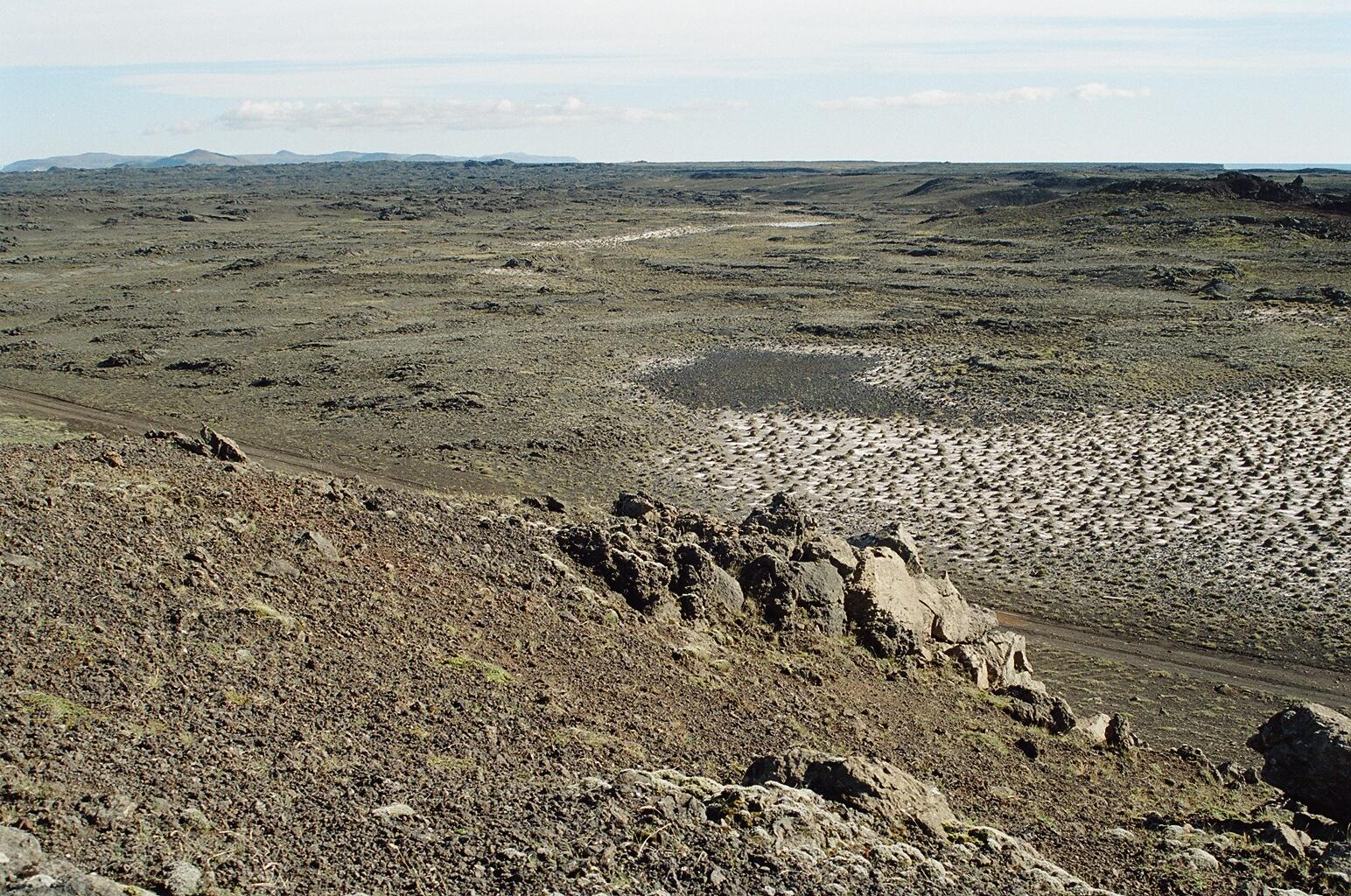
Sós tó
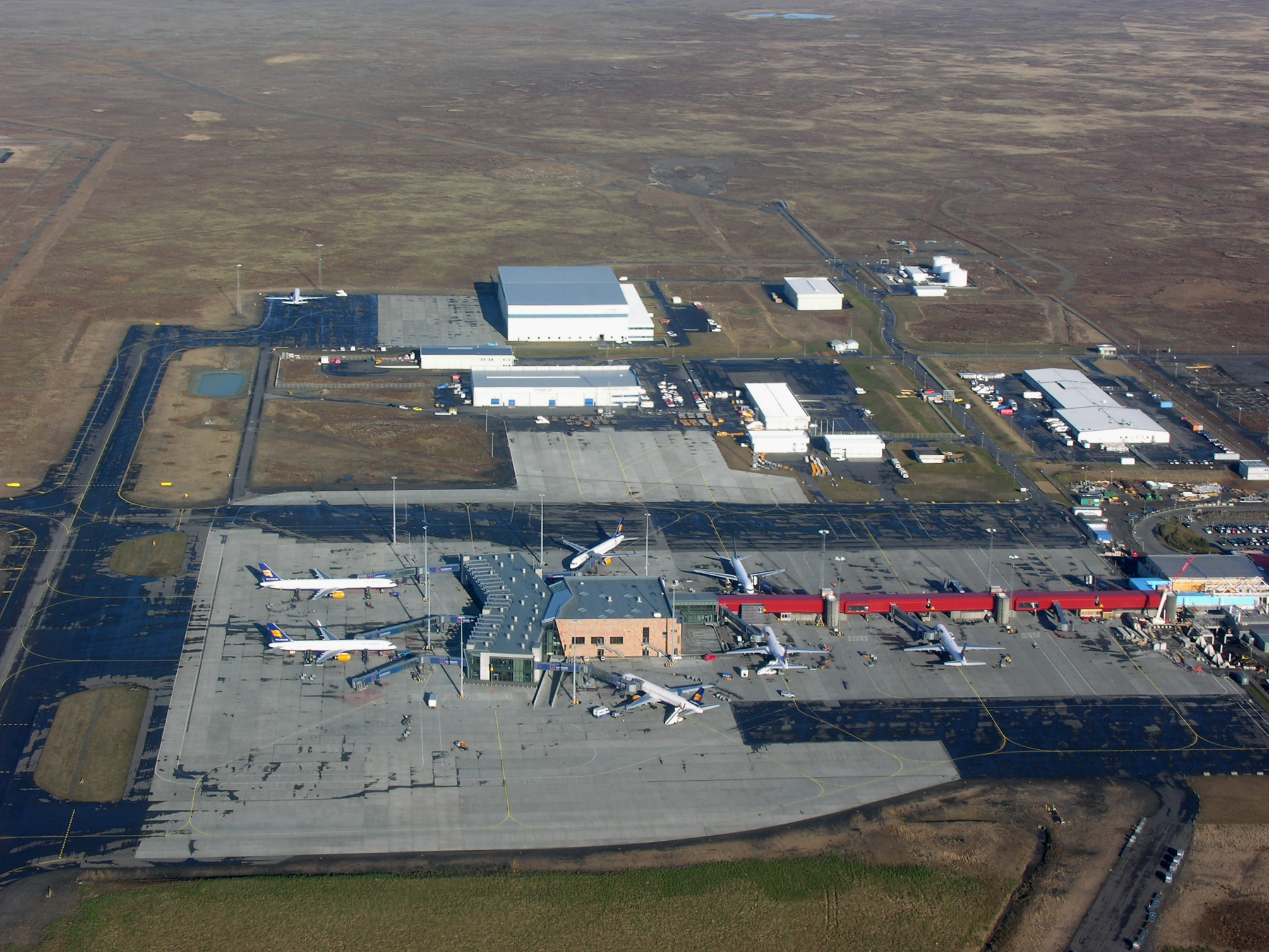
Keflavík nemzetközi repülőtér

## Fordítás
Ez a szócikk részben vagy egészben  a   Reykjanes című angol Wikipédia-szócikk ezen változatának fordításán alapul.  Az eredeti cikk szerkesztőit annak laptörténete sorolja fel. Ez a jelzés csupán a megfogalmazás eredetét és a szerzői jogokat jelzi, nem szolgál a cikkben szereplő információk forrásmegjelöléseként.